# وادي الشلالة

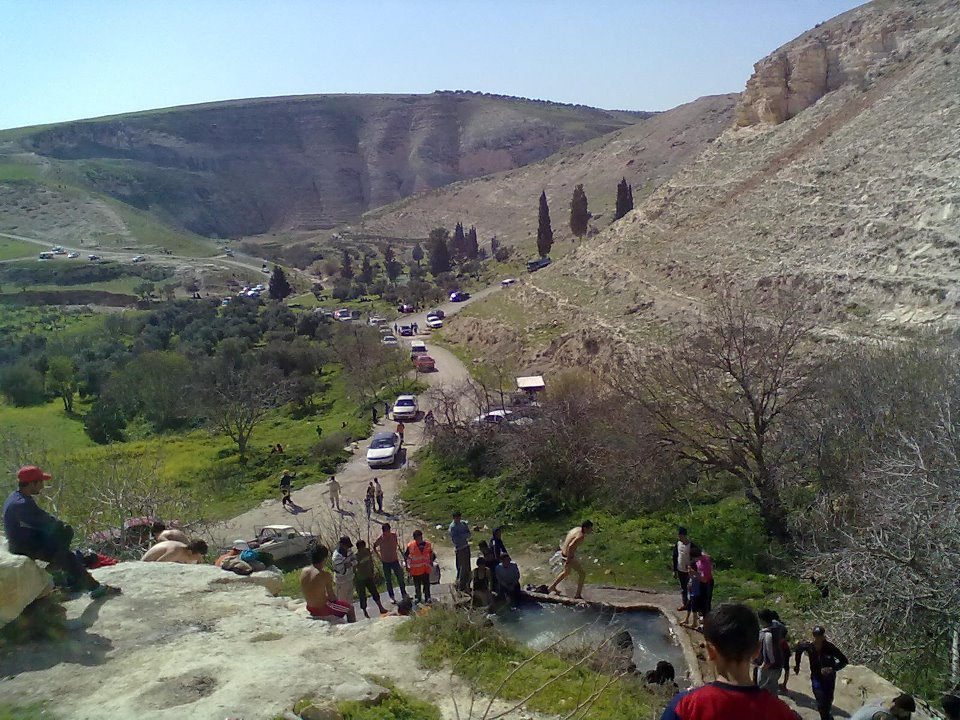
وادي الشلالة

وادي الشلالة أحد أودية الأردن وتحديدا منطقة الشمال، حيث المناخ الجيد والبيئة الملائمة على امتداد الوادي، والتي ساهمت في استيطانه على مر العصور. كما تأتي أهمية المنطقة قديماً من موقعها كنقطة تقاطع الحضارات القديمة وبالقرب من تقاطعات الطرق الرئيسية التي كانت تربط المدن الرومانية المعروفة باسم حلف المدن العشرة بعضها ببعض ومن ثم على طريق الحج الشامي.
يعتبر وادي الشلالة الوادي الرئيس فيه وهو يخترق "أول مساحة زراعية فسيحة وخصبة ضمن سهول حوران. ويتصل بالوادي مجموعة أودية فرعية مثل وادي اليصيلة، وران، راحوب، الخضير، شيحا، الشومر، عين غزال، أجوج. ولا يزال الوادي يحتفظ بحوالي اثنتي عشر عين ماء.
وقد جاءت هذه الدراسة تعزيزاً «لإظهار الدور الإيجابي في جذب الاستيطان للمنطقة المحيطة بالوادي وذلك من خلال تقديم إيجاز عن الطبيعة الجغرافية لمنطقة الوادي وتأثيرها على طبيعة الاستيطان، ومن خلال عرض أهم المواقع الأثرية المنتشرة على امتداد الوادي والتي تبرهن على استيطان الإنسان فيها على مر العصور وحكمته في استغلال الأراضي والموارد منذ العصر الحجري الحديث في موقع الشلاف ومروراً» بالعصور النحاسي والبرونزي والحديدي والعصور الكلاسيكية والإسلامية في مواقع تل أم جرين وخربة الزيرقون وتل الفخار والمعلقة واليصيلة وخربة ماجد وحتى ذنيبة المطلة على نقطة التقاء وادي الشلالة مع نهر اليرموك.
ولدى استطلاع منطقة امتداد الوادي فإنه يمكن مشاهدة مجموعة من الأنفاق الأثرية المنحوتة بالصخر في عمق التلال التي تشكل ضفاف وادي الشلالة وهي تقود لمسافات بعيدة في العمق وفي عدة اتجاهات، وبعضها تتفجر منه عيون الماء.
ويدل وجود بقايا الجسر الروماني على أهمية المنطقة خلال هذه الفترة حيث أن الجسر يربط طرفي الوادي السحيق في منطقة يصعب العبور منها دون وجود مثل هذا الجسر.
كما ونجد المقابر الرومانية والبيزنطية المنحوتة بالصخر تنتشر في مواقع عديدة ومتفرقة في منطقة الوادي والمناطق القريبة منه حتى تصل إلى بلدة الطرة.
يبلغ طول وادي الشلالة 19 كم، يبدأ من بلدة حوارة، وينتهي في وادي نهر اليرموك، ويسير في محور يميل من الجنوب الشرقي إلى الشمال الغربي، بمساحة إجمالية لحوضه 394 كم2.

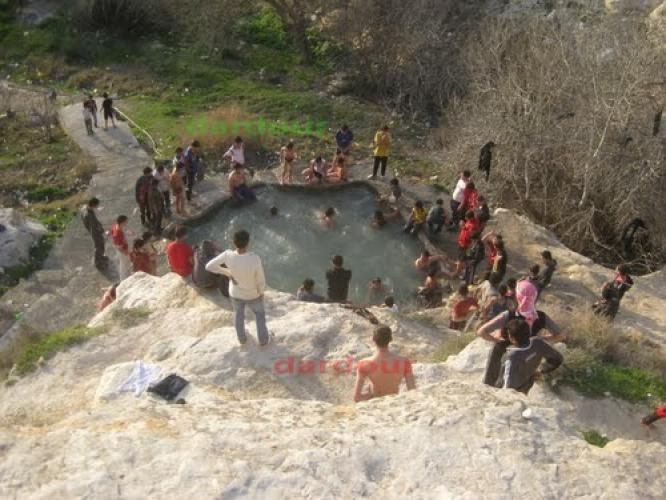
السباحة في الشلالة

## بلدات المنطقة
يبدأ الوادي من بلدة حوارة على ارتفاع 500 متر فوق سطح البحر، ليصل إلى نهر اليرموك، بانخفاض 250 متر تحت سطح البحر، وبذلك يكون قد انخفض مستوى الأرض من بداية الوادي إلى نهايته في مسافة قصيرة نسبياً بحدود 750 متر. والوادي عمومًا يبدأ بالانحدار، ففي البداية من بلدة حوارة، ينحدر الوادي بشكل بسيط، لكن باتساع كبير، ويبدأ الوادي بالانحدار الشديد من بلدة المغير، انحدار يزداد كلما اقترب الوادي من نهايته.
يمكن تقسيم الوادي لبيان معالمه الحضارية والتضاريسية المختلفة إلى ثلاثة أقسام، يبدأ القسم الأول من حوارة وينتهي بوادي اليسيلة، وحوارة اسم جاء من بياض الأرض في هذه البلدة، فصخورها طباشيرية، ويقال عن هذا النوع من الصخور تعبير «حُوَّرْ»، لذا سميت البلدة بحوارة، وأما «اليسيلة»، فيعتقد أنها كلمة لاتينية، تدل على المدافن، ففي هذا الوادي تنتشر بكثافة المدافن الرومانية القديمة المحفورة في الصخور، في جدران الكهوف أو في أرضياتها، لكن للأسف فقد نبشتها أيادي الباحثين عن الكنوز بالكامل، ما يستدعي وضع هذا الوادي على الخريطة السياحية لحماية ما تبقى من آثاره من عبث العابثين.
يزخر هذا الجزء من الوادي بالكهوف والمغاور، التي استخدمت للسكن عبر العصور المختلفة، وفيه مبان تراثية عديدة، كالمساجد المختلفة، كمسجد حوارة على سبيل المثال لا الحصر، لجهة وجود مسجد تراثي قديم في كل تجمع سكاني في المنطقة.
وجد في حوارة في السنوات الأخيرة مدفن يعود إلى الفترة الإسلامية المتأخرة، لكن أكثر ما يميز حوارة هي المباني التراثية المبنية من الحجر البازلتي الأسود، المستخدم في غير مكان من سهول حوران، وتمتاز منطقة الجزء الأول من الوادي بكثرة شجيرات الدفلى والرتام، وفي الربيع تنتشر نباتات الخبيزة والعلت والخردل وزهور الدحنون والزنبق الأصفر والأبيض.
أول ما يواجه منْ يزور وادي الشلالة بعد الخروج من حوارة، بلدتا بشرى وسال اللتان تقعان إلى يسار الوادي بالنسبة للذاهب من حوارة، والاسمان كما في الموروث الشعبي جاءا من قصة أحد الباحثين عن مكان للسكن، سأله شخص آخر عن المنطقة، فأجاب: «ابشر»، بمعنى أن الأرض سهلية خصبة، فأُطلق عليها اسم «أرض البشرى»، ومع الوقت أصبحت بشرى، وأما سال، فقد وصفها الشخص نفسه، بقوله إن المياه لا تستقر فيها، بمعنى أنها أرض منحدرة، تسيل فيها المياه من الأعلى إلى الأسفل، فسميت ببلدة سال.
تشكل بلدة المغير وسط الوادي شبه جزيرة، فحواف أطراف البلدة من ثلاث جهات مرتفعة، لا يستطيع الإنسان الهبوط منها بسهولة إلى الوادي، بسبب وجود جرف وانحدارات شديدة، ويعود الاسم حسب الموروث الشعبي إلى أن أحدهم قال للآخر: «لف وغير»، أي التف وغير طريقك، ومع الوقت أخذ الناس يتحدثون عن الرجل الذي غيَّر من طريقه، وإذا بالاسم يصبح مغير، أي مغير طريقه، وإن كان هناك رواية أخرى، تعتبر أن الاسم جاء من كثرة الكهوف والمغاور في المنطقة.
يمر الوادي إضافة إلى البلدات الثلاث ببلدات أخرى على يسار الوادي في حالة الذهاب، إذ أنه يمر ببلدات مرو وعمراوة وعلعال وخرجا والزاوية، وإلى يمين الوادي في الذهاب أيضاً، يمر ببلدات الطرة والشجرة والذنيبة، وهي البلدات الثلاث التي تقع مقابل بلدات علعال وخرجا والزاوية، الواقعة إلى يسار الوادي.

## وادي الوسيلة
هو غير وادي اليسيلة، وهذا الوادي بمثابة محمية أثرية، ففيه الكثير من المقومات الأثرية، من مساكن ومدافن وآبار انجاصية تاريخية، وفيه نفق معلق، ظلت المياه تتدفق منه إلى وقت قريب، يقع على عين ماء، طوله 150 متر، نفق ينبوعي روماني، تكمن أهميته في مياه كانت تتدفق منه، لتدخل إلى نفق آخر تحت الأرض اسمه نفق اليسيلة، الذي يصل إلى نبع أم جرين، التي كانت تغذي نفق اليرموك ديكابوليس، فقد وجدت أذرع من الأنفاق المغذية تجلب المياه الغزيرة من الينابيع إلى النفق الرئيسي، طول نفق اليسيلة أم جرين من 6 إلى 11 كم، لجهة وجود تفرع آخر للنفق من وادي حلحلة.

يعتبر الجزء الثاني من الوادي محمية بيئية، فبعد أن يترك الزائر الوادي من وادي الوسيلة باتجاه وادي عبده دعبول، يتفرع الوادي إلى فرعين، إذ تقع على يسار بلدة المغير نبع أم جرين، وتفرعة وادي حلحلة، لكن الفرعين هما الفرع الرئيسي القادم من حوارة، والآخر القادم من يسار المغير، واسمه وادي عبده دعبول.

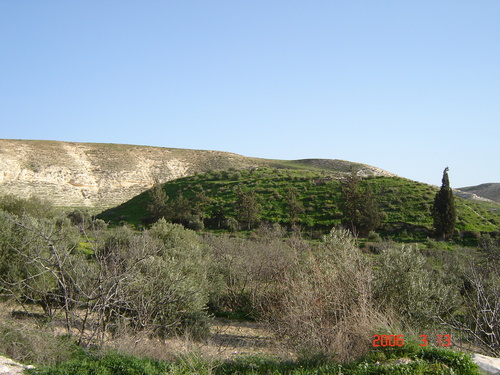
وداي الشلالة.

قرية المغير تتوسط الوادي في هذه المنطقة، وأما المنطقة التي تفصلها عن بلدة الطرة، فهي منطقة كثيرة الينابيع، كنبع أم جرين، والاسم جاء من جريان الماء، أو من كلمة جريِّن، وهي تصغير لكلمة جُرْنْ، وهو وعاء صخري محفور عند كل عين أو بئر ماء، توضع الماء فيه للاستعمال، البشري أو للمواشي، وكذلك عين عبد الله الصياحين، وعين الشلاف، وعين الجاجة، وعين النقاطة، لأن تدفقها ضعيف على شكل نقاط بسيطة من المياه.

## خربة الزيرقون
يتميز هذا الجزء من الوادي بنوعين، أحدهما حيوي، والثاني غير حيوي، أي أثري إنساني، النوع غير الحيوي يبدأ بتل الصبة، وهو تل أثري، بداخله آثار، وتل آخر فخاري، هو تل الفخار، تنتشر على التلين القطع الفخارية من العصر البرونزي المبكر، أي منذ نحو 5 آلاف سنة، وقطع فخارية أخرى من العصور اللاحقة.
أهم ما يميز المنطقة من التنوع غير الحيوي خربة الزيرقون، وهي خربة من العصر البرونزي المبكر، والخربة عبارة عن مدينتين تعودان إلى العصر البرونزي الأول والثاني، مدينة عليا وأخرى تحتا، والمدينتان رغم تهدم معظم مكوناتهما الأثرية، بفعل التقادم والزلازل، ما زالت معالم رئيسية فيهما قائمة إلى اليوم.

## نفق اليرموك
يعد جزء نفق اليرموك ديكابوليس –نفق مائي تاريخي، معظم أجزائه مهدم، طوله 140 كم، يبدأ من بلدة الطرة، وينتهي في بلدة أم قيس، بني في العصر الروماني في القرن الأول الميلادي، وكان يغذي تحالف المدن العشرة ديكابوليس بالمياه-، أهم معالم وادي الشلالة، إذ يبدأ من الطرة ويتجه إلى الشجرة، ومن ثم يعود إلى نبع أم جرين، ومنها إلى تل الصبة، ومن أسفل هذا التل يمر النفق، لكنه ينقطع، لأن المياه كانت تستمر بالجريان فيه عبر قناة علوية كانت منشأة على جسر علوي، بُني في العصر الروماني، لنقل المياه بين طرفي الوادي، أحجار الجسر ما زالت موجودة، وغرفة الحراسة الرومانية أيضا ما زالت قائمة، الجسر يمتد من عند مدخل تل الصبة، ويصل إلى تل الزيرقون، بطول 60 مترا تقريبا، ولأن حجارة الجسر ما زالت موجودة، فيمكن إعادة بنائه، ومن الجدير ذكره في هذا السياق أن حجارة هذا الجسر ليست حجارة لسد تاريخي كان موجودا في الوادي كما يعتقد بعض الناس، ويشار أنه تقع بالقرب من الجسر العديد من الكهوف، منها كهوف أم الطواقي –سبق ونشرت العرب اليوم قبل أكثر من شهرين عن مغارة أم الطواقي التي تتكرر مثيلاتها في غير مكان في الأردن، وهي عبارة عن كهف مقطعة جدرانه على شكل خزائن حائطية صغيرة، كانت تستخدم لحفظ جثث المتوفين المحروقة في أواني فخارية، اختفت بفعل التقادم والعبث الإنساني فيها-.

## المحمية الطبيعية
الجزء الثاني من وادي الشلالة عبارة عن تنوعين اثنين، أحدهما أثري غير حيوي، والثاني حيوي، ففي هذه المنطقة تنتشر عشرات آلاف الأشجار من البلوط والخروب والسرو والصنوبر واللزاب والسنديان. وتنتشر نباتات الأقحوان والقريص والمُرار والخردل والشيح والسوسنة البنفسجية والزنبق، ومن الطيور الحمام البري والعصافير، من أبرزها الهزار، وطائر أبو ظُفر والزقزاق الأخضر والنسر الأسمر، ومن الحيوانات البرية تكثر في المنطقة الخنازير البرية، التي تأتي إلى المنطقة من محميات الجولان، ويكثر في المنطقة وجود الحنشان السوداء، وتكثر الثعالب والحصينيات والأرانب البرية والضفادع، إضافة إلى وجود أنواع من الأسماك قي البرك والعيون المائية.
هذا الجزء من وادي الشلالة مكان بديع في مكوناته الطبيعية، يمتلك المقومات الأساسية للتحول إلى محمية طبيعية، ومن ثم التحول إلى منتجع سياحي مميز، فإضافة إلى ما سبق فإن المنطقة غنية بأشجار العنب والتين والزيتون والرمان، وغيرها من الأشجار المثمرة، لكن بأعداد محدودة.
بالتوجه من وادي المغير باتجاه نهر اليرموك، ثمة عدد كبير من طواحين الماء التاريخية منتشرة في المنطقة، ما يؤكد وجود عدد كبير من ينابيع المياه، لكن جف معظمها بسبب التحولات في حالة الطقس، وانخفاض كميات الهطول المطري على مدى ما يزيد على 20 عاماً.

## السنام الصخري
يعد السنام الصخري أجمل التكوينات الطبيعية في الجزء الثالث من وادي الشلالة، وهو عبارة عن جبل صخري يقع بين وادي الشلالة ووادي المغير، يمتد داخل الوادييّن بحدود ألف متر تقريباً، ارتفاعه بحدود 100 متر؛ وهو عبارة عن غرمول على شكل سنامتي جمل، والغرمول جمعها غراميل وهي الأشكال الطبيعية من التكوينات التضاريسية، التي تشكلها عوامل الطبيعة من أمطار ورياح وحرارة وأشياء أخرى طبيعية، وأشكالها كثيرة تحاكي أجساماً موجودة في الطبيعة، كالحيوانات والنباتات والجمادات الطبيعية والمصنعة.
بعد السنام الصخري يأخذ وادي الشلالة شكل حرف ال V باللغة الإنجليزية، أي يصبح خطراً، لشدة انحداره، فالفرق بين قاع الوادي وحوافه العلوية في يتراوح ارتفاع هذه المنطقة بين 200 إلى 400 متر، فكلما اتجهنا باتجاه نهر اليرموك، زاد عمق الوادي.
هذا الجزء من وادي الشلالة خطر جداً، لكن هذا لا يعني إهماله، فبالإمكان تحويله إلى منطقة لرياضة التسلق، أو يمكن تركيب «تل فريك» بين ضفتي الوادي، وتحويل المنطقة إلى مكان سياحي بديع، لكن أكثر ما يميز الوادي وجود كميات ضخمة من الصخر الزيت فيه، إضافة للصخور الطباشيرية.